# Don Quixote (Nik Kershaw)
Don Quixote è un singolo del cantautore britannico Nik Kershaw, pubblicato nell'agosto 1985 come terzo e ultimo estratto dal secondo album in studio The Riddle.
Ha raggiunto la decima posizione nella classifica dei singoli nel Regno Unito.